# Clematis patens 'Evipo062'
Cultivar
La clématite patens 'evipo062' PBR & PPaf est un cultivar de clématite obtenu en 2011 par Raymond Evison en Angleterre. Elle porte le nom commercial de clématite patens Zara 'evipo062' PBR & PPaf.
La clématite Zara a été commercialisée en 2012 à la suite du Chelsea Flower Show.

## Description
'Evipo062' est une clématite à fleur bleu tendre possédant entre 7 et 9 sépales et d'un diamètre d'environ 15 centimètres. La couleur jaune des étamines de cette clématite contraste bien avec le bleu de la fleur.
À taille adulte la clématite Zara ne dépasse pas les 1,20 m.
Elle ne possède pas de parfum particulier.

## Protection
'Evipo062' est protégé par l'Union international pour la protection des obtentions végétales sous licence PBR & PPaf. Le nom commercial Zara est protégé par une licence trademark.

## Culture
La clématite Zara est idéale pour une culture en pot mais s'adapte également à la culture en pleine terre.
Cette clématite du groupe 2 fleurit sur le bois de l'année précédente au printemps puis sur la pousse de l'année à l'automne. Elle résiste à des températures inférieures à −20 °C.

## Maladies et ravageurs
La clématite Zara est sensible à l'excès d'eau ce qui pourra provoquer une pourriture du collet de la plante et ainsi la mort de la clématite.

## Récompense
À ce jour[Quand ?] la clématite Zara n'a reçu aucune récompense.